# Circonscription de Réthymnon
La circonscription de Réthymnon (en grec Εκλογική περιφέρεια Ρεθύμνου) est une circonscription législative de la Grèce. Elle correspond au territoire du nome de Réthymnon. Elle compte 71 244 électeurs inscrits en janvier 2015.

Situation de la circonscription de Réthymnon

## Élections législatives de mai 2012

### Résultats
La circonscription de Réthymnon élit deux députés en mai 2012. Les élections ont lieu au scrutin proportionnel plurinominal avec prime majoritaire et un seuil de représentation de 3 % des suffrages exprimés au niveau national.
49 716 électeurs se sont exprimés sur 71 403 inscrits, soit un taux de participation de 69,63 %. Parmi les vingt-cinq listes candidates, deux listes obtiennent chacune un siège dans la circonscription.
| Rang | Liste                              | Nombre de voix | Pourcentage des voix | Nombre de sièges |
| ---- | ---------------------------------- | -------------- | -------------------- | ---------------- |
| 1    | Mouvement socialiste panhellénique | +09 960,       | 20,37 %              | 1                |
| 2    | SYRIZA                             | +07 128,       | 14,58 %              | 1                |
| 3    | Nouvelle Démocratie                | +06 387,       | 13,06 %              | 0                |
| 4    | Alliance démocrate                 | +06 290,       | 12,87 %              | 0                |
| 5    | Grecs indépendants                 | +04 630,       | 9,47 %               | 0                |
| 6    | Gauche démocrate                   | +03 052,       | 6,24 %               | 0                |
| 7    | Parti communiste de Grèce          | +02 072,       | 4,24 %               | 0                |
| 8    | Verts écologistes                  | +01 721,       | 3,52 %               | 0                |
| 9    | Aube dorée                         | +01 459,       | 2,98 %               | 0                |

### Députés

#### Mouvement socialiste panhellénique
La liste du Mouvement socialiste panhellénique est en tête et obtient un siège.
| Rang | Nom               | Nombre de voix |
| ---- | ----------------- | -------------- |
| 1    | Emmanouil Othonas | +5 910,        |

#### SYRIZA
La liste de la SYRIZA est deuxième et obtient un siège.
| Rang | Nom             | Nombre de voix |
| ---- | --------------- | -------------- |
| 1    | Andréas Xanthós | +2 812,        |

## Élections législatives de juin 2012

### Résultats
La circonscription de Réthymnon élit deux députés en juin 2012. Les sièges sont répartis à l'issue d'un scrutin proportionnel plurinominal avec prime majoritaire entre les listes ayant obtenu au moins 3 % des suffrages exprimés au niveau national.
47 218 électeurs se sont exprimés sur 71 411 inscrits, soit un taux de participation de 66,12 %. Parmi les dix-neuf listes candidates, deux listes obtiennent chacune un siège dans la circonscription.
| Rang | Liste                              | Nombre de voix | Pourcentage des voix | Nombre de sièges |
| ---- | ---------------------------------- | -------------- | -------------------- | ---------------- |
| 1    | SYRIZA                             | +13 221,       | 28,23 %              | 1                |
| 2    | Nouvelle Démocratie                | +11 283,       | 24,10 %              | 1                |
| 3    | Mouvement socialiste panhellénique | +10 195,       | 21,77 %              | 0                |
| 4    | Grecs indépendants                 | +03 207,       | 6,85 %               | 0                |
| 5    | Gauche démocrate                   | +03 106,       | 6,63 %               | 0                |
| 6    | Aube dorée                         | +01 935,       | 4,13 %               | 0                |
| 7    | Parti communiste de Grèce          | +01 122,       | 2,40 %               | 0                |

### Députés

#### SYRIZA
La liste de la SYRIZA est en tête et obtient un siège.
| Rang | Nom             |
| ---- | --------------- |
| 1    | Andréas Xanthós |

#### Nouvelle Démocratie
La liste de la Nouvelle Démocratie est deuxième et obtient un siège.
| Rang | Nom                  |
| ---- | -------------------- |
| 1    | Ioánnis Kefaloyánnis |

## Élections législatives de janvier 2015

### Résultats
La circonscription de Réthymnon élit deux députés en janvier 2015. Les sièges sont répartis à l'issue d'un scrutin proportionnel plurinominal avec prime majoritaire entre les listes ayant obtenu au moins 3 % des suffrages exprimés au niveau national.
48 405 électeurs se sont exprimés sur 71 244 inscrits, soit un taux de participation de 67,94 %. Parmi les dix-sept listes candidates, deux listes obtiennent chacune un siège dans la circonscription.
| Rang | Liste                                | Nombre de voix | Pourcentage des voix | Nombre de sièges |
| ---- | ------------------------------------ | -------------- | -------------------- | ---------------- |
| 1    | SYRIZA                               | +18 778,       | 39,55 %              | 1                |
| 2    | Nouvelle Démocratie                  | +11 743,       | 24,73 %              | 1                |
| 3    | La Rivière                           | +04 490,       | 9,46 %               | 0                |
| 4    | Mouvement socialiste panhellénique   | +02 875,       | 6,05 %               | 0                |
| 5    | Grecs indépendants                   | +02 174,       | 4,58 %               | 0                |
| 6    | Mouvement des socialistes démocrates | +02 172,       | 4,57 %               | 0                |
| 7    | Parti communiste de Grèce            | +01 526,       | 3,21 %               | 0                |
| 8    | Aube dorée                           | +01 475,       | 3,11 %               | 0                |

### Députés
La répartition des sièges au sein de chaque liste élue dépend du nombre de voix obtenues individuellement par chaque candidat, suivant le système du vote préférentiel. Dans la circonscription de Réthymnon, les listes peuvent comporter jusqu'à quatre candidats. Les électeurs peuvent exprimer un vote préférentiel pour l'un des candidats sur la liste pour laquelle ils votent.

#### SYRIZA
La liste de la SYRIZA est en tête et obtient un siège.
| Rang | Nom             | Nombre de voix |
| ---- | --------------- | -------------- |
| 1    | Andréas Xanthós | +8 562,        |

#### Nouvelle Démocratie
La liste de la Nouvelle Démocratie est deuxième et obtient un siège.
| Rang | Nom                      | Nombre de voix |
| ---- | ------------------------ | -------------- |
| 1    | Ioannis A. Kefalogiannis | +7 579,        |